# Едсон Лемер
Едсон Лемер (фр. Edson Lemaire, нар. 31 жовтня 1990, Папеете) — таїтянський футболіст, захисник клубу «Дрегон» та національної збірної Таїті.

## Клубна кар'єра
У дорослому футболі дебютував 2009 року виступами за команду клубу «Вайрао», в якій провів три сезони.
До складу клубу «Дрегон» приєднався 2012 року. 

## Виступи за збірну
2012 року дебютував в офіційних матчах у складі національної збірної Таїті. Наразі провів у формі головної команди країни 5 матчів.
У складі збірної був учасником кубка націй ОФК 2012 року на Соломонових Островах, здобувши того року титул переможця турніру, а також розіграшу Кубка конфедерацій 2013 року у Бразилії.

## Досягнення
- Володар Кубка націй ОФК: 2012